# Aspidium sieboldii
Aspidium sieboldii là một loài dương xỉ trong họ Tectariaceae. Loài này được Van Houtte ex Mett. mô tả khoa học đầu tiên năm 1856.
Danh pháp khoa học của loài này chưa được làm sáng tỏ. 